# Латиноамериканский бум
Латиноамериканский бум (исп. Boom latinoamericano) — литературное движение 1960-х и 1970-х годов, когда литературные произведения группы относительно молодых романистов Латинской Америки стали широко известны в Европе и во всём мире. Бум наиболее часто ассоциируется с творчеством Хулио Кортасара из Аргентины, Карлосом Фуэнтесом из Мексики, Марио Варгасом Льосой из Перу и Габриэлем Гарсиа Маркесом из Колумбии, но он также принёс известность писателям старшего поколения, таким как Хорхе Луис Борхес, Пабло Неруда и Эрнесто Сабато. Иногда основоположником латиноамериканского бума считается парагвайский писатель Аугусто Роа Бастос с его романом «Сын человеческий» (1960).
Под влиянием европейского и североамериканских модернизма, но также и латиноамериканского движения вангуардизма, эти писатели бросили вызов сложившимся устоям латиноамериканской литературы. Их работы носят экспериментальный характер и — в связи с политическим климатом в Латинской Америке 1960-х годов — часто весьма политизированы. «Не будет преувеличением», — как пишет критик Джеральд Мартин, — «утверждать, что южный континент был известен двумя вещами больше всех остальных в 1960-х годах; это были, во-первых, Кубинская революция и её влияние на страны Латинской Америки и Третий мир в целом и, во-вторых, бум в латиноамериканской прозе, взлёт и падение которой совпало с подъёмом и падением либеральных представлений о Кубе в период между 1959 и 1971 годами». В дальнейшем значительное влияние на латиноамериканскую литературу оказали свержение демократического социалистического президента Чили Сальвадора Альенде и установление в регионе правых диктатур. Характерными особенностями писателей латиноамериканского бума являются магический реализм и обращение к историческим сюжетам, включая темы диктаторов и революционных движений.
Внезапный успех писателей «бума» был в значительной степени обусловлен тем, что их произведения были одними из первых латиноамериканских романов, опубликованных в Европе, — такими издательствами, как, например, барселонское авангардное Seix Barral в Испании. Фредерик М. Нанн пишет, что «латиноамериканские писатели стал всемирно известными благодаря своему творчеству и их пропагандистской политической и общественной деятельности, а также потому, что многие из них имели счастье попасть к рынкам и аудитории за пределами Латинской Америки посредством переводов и путешествий, а иногда и ввиду изгнания».
Латиноамериканский бум открыл дорогу для представляющих регион писателей следующих поколений (пост-бум), таких как Роберто Боланьо, Исабель Альенде, Элена Понятовска и Луиса Валенсуэла.